# David Pefko
David Pefko (Amsterdam, 25 december 1983) is een Nederlandse schrijver van romans en verhalen.
Pefko, die een Griekse vader heeft en eerder handelaar in vodden en lappen was, debuteerde in 2009 met de roman Levi Andreas. In 2011 verscheen zijn tweede roman Het voorseizoen. Hij schreef dit boek op het Griekse eiland Kos, nadat hij was ontslagen als ober. De inspiratie voor het boek, dat hij in vier maanden schreef, vond hij - naar eigen zeggen - door het luisteren naar gesprekken in een bar. Met dit boek won hij in 2012 de Gouden Boekenuil en in 2013 De Inktaap.
In 2017 publiceerde hij Daar komen de vliegen, een roman geïnspireerd op de Bernard Madoff-affaire.
Pefko publiceerde onder meer verhalen in Tirade, Hollands Maandblad, Vrij Nederland, Das Magazin en op zijn website. Hij schreef columns voor De Morgen, De Standaard en NRC Handelsblad.

## Romans
- 2009: Levi Andreas
- 2011: Het voorseizoen
- 2013: 45 (Midden-deel van trilogie 25 45 70 van Jamal Ouariachi, David Pefko en Daan Heerma van Voss)
- 2017: Daar komen de vliegen
- 2023: De gebroeders Maxilari